# Paul Joseph von Riegger

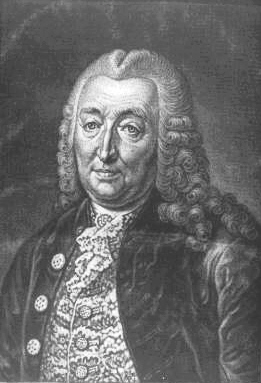
Paul Josef Riegger

Paul Joseph Riegger, ab 1764 Ritter von Riegger, (* 29. Juni 1705 in Freiburg im Breisgau; † 2. Dezember 1775 in Wien) war ein österreichischer Jurist und Staatskirchenrechtslehrer.

## Leben
Paul Joseph Riegger lehrte ab 1733 als Universitätsprofessor in Innsbruck (Natur- und Völkerrecht, Deutsches Recht), dort war er 1734/35 und 1746/47 Rektor der Universität, ab 1753 in Wien an Universität und Theresianum. Für seine Verdienste wurde er am 8. Januar 1764 von Maria Theresia als Ritter von Riegger dem erblichen Adelsstand erhoben.
Der Berater Maria Theresias war als Aufklärer ein Wegbereiter der josephinischen Staatsreformen. Er setzte sich für eine strikte Trennung von Staats- und Kirchenrecht ein, indem er die bisherigen Rechte der Kirche einschränkte und dem Staatsrecht unterordnete. Damit schuf er die rechtliche Voraussetzung zur Abschaffung der Folter und der Hexenprozesse.
Er war der Vater des Juristen und Historikers Josef Anton von Riegger (1742–1795).
Riegger wird postum am Maria-Theresien-Denkmal geehrt, an dem die bedeutendsten Personen aus dem Umkreis von Maria Theresia dargestellt sind.